# 위성 사진

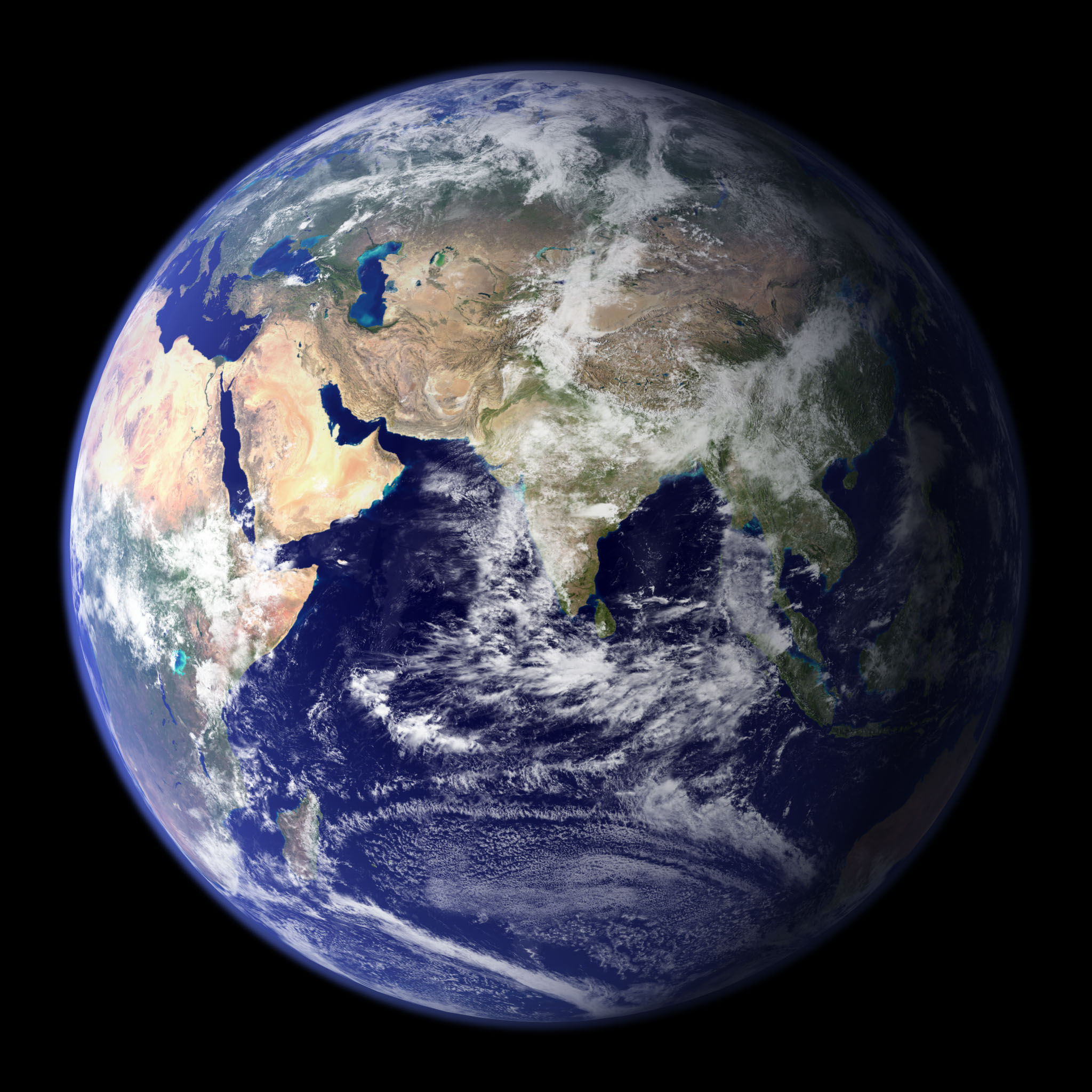
우주에서 촬영한 지구

위성 사진(衛星寫眞) 또는 위성 영상은 지구나 기타 행성들을 대상으로 인공 위성이 찍은 사진을 말한다.

## 역사

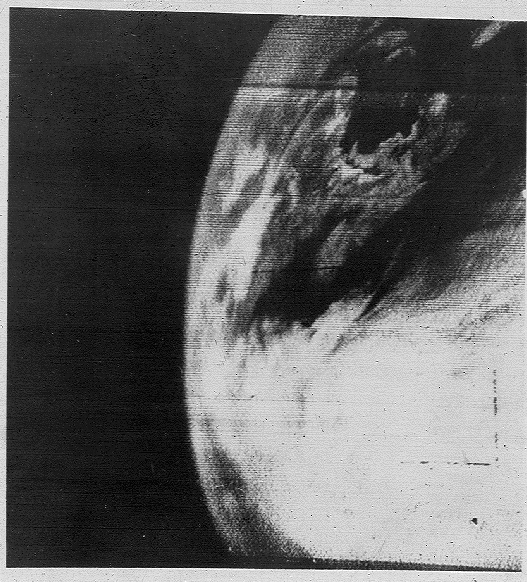
TIROS-1 기상 위성이 보내온 최초의 텔레비전 이미지. 지구를 촬영함.

세계 최초의 위성 사진은 1959년 미국의 위성 익스플로러 6호가 지구를 대상으로 하여 찍은 사진이다. 달을 대상으로 하여 찍은 위성 사진 중, 최초의 것은 1959년 10월 6일 구 소련의 인공 위성 루나 3호가 찍은 사진이다. 당시, 루나 3호는 달 뒷면에 대한 탐험 임무를 갖고 있었다.
1972년 《블루 마블》이라는 이름의 위성 사진이 찍혔고, 이것은 대중에게 널리 인기를 얻은 위성 사진이 되었다. 1972년에는 미국이 랜드샛 계획을 시작하였는데, 이 프로그램은 지구에 대한 위성 사진을 획득하기 위한 사상 최대의 프로그램이었다. 가장 최근에 발사된 랜드샛 위성은 1997년 발사된 랜드샛 7호이다. 1977년 미국의 KH-11 위성이 최초의 리얼-타임 위성 사진을 획득하는 데 성공하였다.
NASA가 획득한 위성 사진들은 나사 지구 천문대(NASA Earth Observatory)가 일반인에게 공개한다.
미국 외의 다른 국가들도 위성 사진 획득 프로그램을 가동하고 있다. 유럽 몇 개국이 모여 ERS 및 엔비샛 위성들을 쏘아 보냈는데, 이들은 다양한 종류의 센서를 탑재하고 있다.
국가 외에 사기업이 위성사진을 제공하는 예도 있다.

## 용도

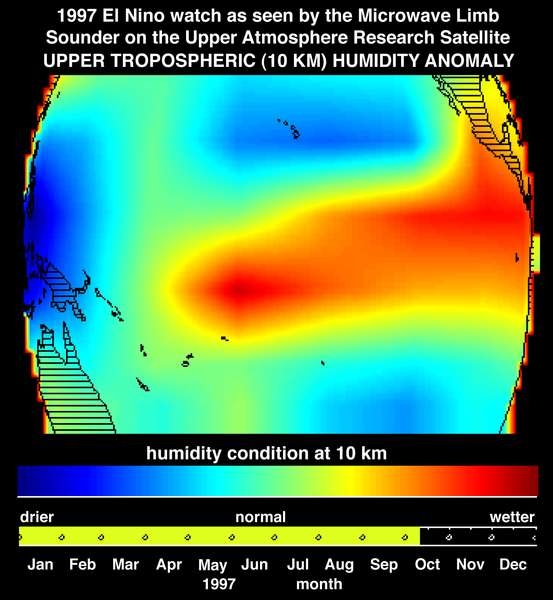
위성에서 관측한 1997년의 엘니뇨 현상

위성 사진은 농업, 지질학, 임업, 도시 계획, 교육, 첩보, 군사, 생물 다양성 보존 등 다양한 분야에서 이용된다. 이미지는 가시광선 영역에서 촬영한 것일 수도 있고, 다른 전자기파 스펙트럼 영역에서 촬영한 것일 수 도 있다. 레이다 이미징을 통해 얻은 고저도(elevation map)도 존재한다. ERDAS Imagine이나 ENVI같은 소프트웨어에 의해 위성 화상의 분석이 행해진다.

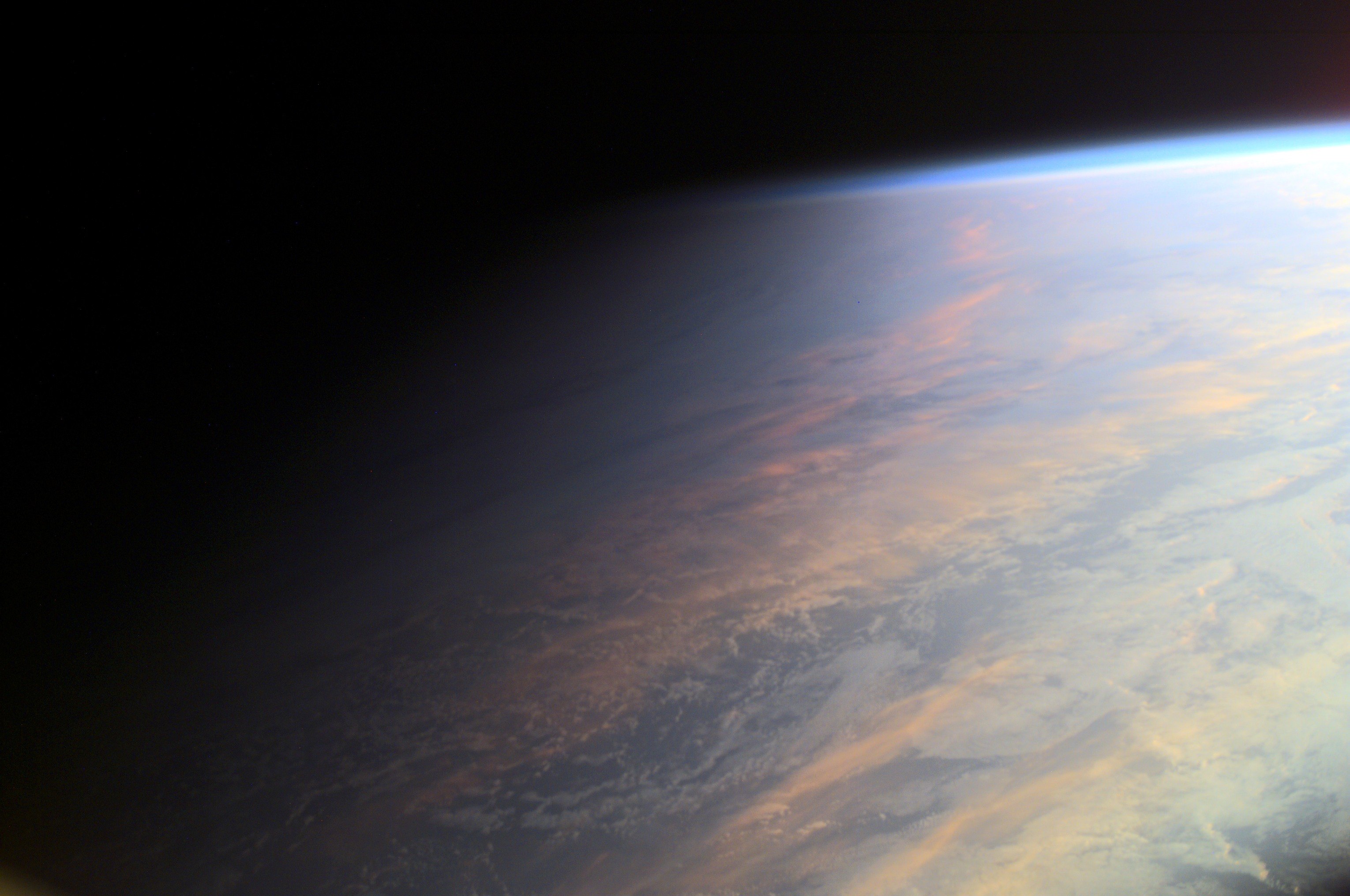
우주에서 촬영한 지구

## 단점
지구 표면이 매우 넓고, 해상도가 비교적 높기 때문에, 위성 사진 데이터베이스는 보통 매우 크기가 크고, 또한 이미지 프로세싱을 수행하는 데 시간이 걸린다. 센서를 무엇을 썼느냐에 따라서 다르겠지만, 기상 상황에 따라 이미지의 품질이 좌우될 수 있다. 산 꼭대기처럼, 항상 구름이 끼어 있는 곳은, 사진을 얻기가 조금 힘들다.

## 외부 링크

지구의 밤. 한 순간에 지구의 반만 밤이 될 수 있기 때문에 두 순간을 합성한 사진이다.

## 같이 보기
- 항공 사진
- 지구 관측 위성
- 정찰위성
- 원격탐사
- 기상 위성